# Narve Gilje Nordås
Narve Gilje Nordås (Stavanger, 30 de septiembre de 1998) es un deportista noruego que compite en atletismo, especialista en las carreras de mediofondo. Ganó una medalla de bronce en el Campeonato Mundial de Atletismo de 2023, en la prueba de 1500 m.

## Palmarés internacional
| Campeonato Mundial | Campeonato Mundial | Campeonato Mundial | Campeonato Mundial |
| Año                | Lugar              | Medalla            | Prueba             |
| ------------------ | ------------------ | ------------------ | ------------------ |
| 2023               | Budapest (Hungría) | Medalla de bronce  | 1500 m             |